# فؤاد سعيد
فؤاد سعيد (ولد سنة 1933) هو منتج أفلام مصري أمريكي ومصور سنيمائي وصانع أفلام، اخترع السينما المتنقلة (بالإنجليزية: Cinemobile)‏، وهي سيارة تشبه سيارة النقل تنقل معدات التصوير إلى مواقع التصوير، وتم تطويرها في المسلسل التليفزيوني I Spy و الذي ثبت نفوذه بشكل هائل في هوليوود، حصل سعيد على جائزة التقنية الأكاديمية والعلمية من قِبل أكاديمية فنون وعلوم الصور المتحركة سنة 1969 من أجل اختراعه.

## وصلات خارجية
- الموقع الشخصي
- فؤاد سعيد على موقع IMDb (الإنجليزية)
- فؤاد سعيد على موقع قاعدة بيانات الفيلم (الإنجليزية)